# Elezioni regionali in Piemonte del 1990
Le elezioni regionali in Piemonte del 1990 si tennero il 6-7 maggio.

## Risultati elettorali
| Liste                                                  | Voti      | %     | Seggi |
| ------------------------------------------------------ | --------- | ----- | ----- |
| Democrazia Cristiana (DC)                              | 814.359   | 27,94 | 18    |
| Partito Comunista Italiano (PCI)                       | 663.468   | 22,77 | 14    |
| Partito Socialista Italiano (PSI)                      | 445.768   | 15,30 | 9     |
| Lega Nord Piemont (LNP)                                | 148.450   | 5,09  | 3     |
| Partito Liberale Italiano (PLI)                        | 120.677   | 4,14  | 2     |
| Partito Repubblicano Italiano (PRI)                    | 116.344   | 3,99  | 2     |
| Lista Verde (LV)                                       | 113.760   | 3,90  | 2     |
| Movimento Sociale Italiano - Destra Nazionale (MSI-DN) | 104.851   | 3,60  | 2     |
| Partito Socialista Democratico Italiano (PSDI)         | 92.559    | 3,18  | 2     |
| Verdi Arcobaleno (VA)                                  | 80.492    | 2,76  | 2     |
| Union Piemontèisa (UP)                                 | 66.904    | 2,30  | 1     |
| Partito Pensionati (PP)                                | 39.539    | 1,36  | 1     |
| Antiproibizionisti sulla Droga                         | 33.718    | 1,16  | 1     |
| Democrazia Proletaria (DP)                             | 30.927    | 1,06  | 1     |
| Lista Ecologica                                        | 7.413     | 0,25  | -     |
| Piemonte Anticaccia                                    | 6.682     | 0,23  | -     |
| Partito degli Automobilisti (PdA)                      | 4.775     | 0,16  | -     |
| Lista Azzurra                                          | 3.917     | 0,13  | -     |
| Altri                                                  | 19.557    | 0,67  | -     |
| Totale                                                 | 2.914.160 |       | 60    |

| Riepilogo dei seggi | Riepilogo dei seggi | Riepilogo dei seggi | Riepilogo dei seggi | Riepilogo dei seggi | Riepilogo dei seggi | Riepilogo dei seggi |
| ------------------- | ------------------- | ------------------- | ------------------- | ------------------- | ------------------- | ------------------- |
|                     |                     |                     |                     |                     |                     |                     |
| DP                  | 1                   | ━                   |                     | PCI                 | 14                  | ▼ 4                 |
| PSI                 | 9                   | ▲ 1                 |                     | PSDI                | 2                   | ▼ 1                 |
| VA                  | 2                   | Nuovo               |                     | LV                  | 2                   | ▲ 1                 |
| Antiproibizionisti  | 1                   | Nuovo               |                     | LN                  | 3                   | Nuovo               |
| UP                  | 1                   | Nuovo               |                     | Pensionati          | 1                   | Nuovo               |
| PRI                 | 2                   | ▼ 1                 |                     | DC                  | 18                  | ▼ 1                 |
| PLI                 | 2                   | ▼ 1                 |                     | MSI-DN              | 2                   | ▼ 1                 |
| LVC                 | 0                   | ▼ 1                 |                     |                     |                     |                     |

## Consiglieri eletti
| Collegio    | Lista                                         | Eletto                   |
| ----------- | --------------------------------------------- | ------------------------ |
| Torino      | Partito Comunista Italiano                    | Mercedes Bresso          |
| Torino      | Partito Comunista Italiano                    | Silvana Dameri           |
| Torino      | Partito Comunista Italiano                    | Giovanni Luciano Marengo |
| Torino      | Partito Comunista Italiano                    | Carlo Federico Grosso    |
| Torino      | Partito Comunista Italiano                    | Luigi Rivalta            |
| Torino      | Partito Comunista Italiano                    | Antonio Monticelli       |
| Torino      | Partito Comunista Italiano                    | Germano Calligaro        |
| Torino      | Partito Comunista Italiano                    | Giuseppe Chiezzi         |
| Torino      | Democrazia Cristiana                          | Mario Carletto           |
| Torino      | Democrazia Cristiana                          | Giampiero Leo            |
| Torino      | Democrazia Cristiana                          | Gian Paolo Brizio        |
| Torino      | Democrazia Cristiana                          | Giuseppe Cerchio         |
| Torino      | Democrazia Cristiana                          | Rolando Picchioni        |
| Torino      | Democrazia Cristiana                          | Renato Montabone         |
| Torino      | Democrazia Cristiana                          | Alfredo Penasso          |
| Torino      | Democrazia Cristiana                          | Emilia Bergoglio         |
| Torino      | Partito Socialista Italiano                   | Daniele Cantore          |
| Torino      | Partito Socialista Italiano                   | Eugenio Maccari          |
| Torino      | Partito Socialista Italiano                   | Carla Spagnuolo          |
| Torino      | Partito Socialista Italiano                   | Francesco Fiumara        |
| Torino      | Partito Socialista Italiano                   | Giancarlo Tapparo        |
| Torino      | Lista Verde                                   | Anna Segre               |
| Torino      | Lista Verde                                   | Massimo Marino           |
| Torino      | Partito Repubblicano Italiano                 | Bianca Vetrino           |
| Torino      | Partito Repubblicano Italiano                 | Franco Ferrara           |
| Torino      | Lega Nord                                     | Gipo Farassino           |
| Torino      | Lega Nord                                     | Renzo Rabellino          |
| Torino      | Partito Liberale Italiano                     | Sergio Marchini          |
| Torino      | Movimento Sociale Italiano - Destra Nazionale | Gaetano Majorino         |
| Torino      | Partito Socialista Democratico Italiano       | Giuseppe Goglio          |
| Torino      | Verdi Arcobaleno                              | Gregorio Staglianò       |
| Torino      | Partito Pensionati                            | Margherita Gissara       |
| Torino      | Democrazia Proletaria                         | Piergiorgio Maggiorotti  |
| Alessandria | Partito Comunista Italiano                    | Andrea Foco              |
| Alessandria | Partito Comunista Italiano                    | Ettore Coppo             |
| Alessandria | Democrazia Cristiana                          | Ugo Cavallera            |
| Alessandria | Democrazia Cristiana                          | Paolo Ferraris           |
| Alessandria | Partito Socialista Italiano                   | Angelo Rossa             |
| Asti        | Democrazia Cristiana                          | Francesco Porcellana     |
| Cuneo       | Democrazia Cristiana                          | Emilio Lombardi          |
| Cuneo       | Democrazia Cristiana                          | Tomaso Zanoletti         |
| Cuneo       | Democrazia Cristiana                          | Pier Giorgio Peano       |
| Cuneo       | Democrazia Cristiana                          | Ferruccio Dardanello     |
| Cuneo       | Partito Socialista Italiano                   | Marcello Garino          |
| Cuneo       | Partito Comunista Italiano                    | Lido Riba                |
| Cuneo       | Partito Liberale Italiano                     | Giuseppe Fulcheri        |
| Cuneo       | Lega Nord                                     | Roberto Vaglio           |
| Novara      | Democrazia Cristiana                          | Vittorio Beltrami        |
| Novara      | Democrazia Cristiana                          | Enrico Nerviani          |
| Novara      | Partito Comunista Italiano                    | Marco Bosio              |
| Novara      | Partito Comunista Italiano                    | Alberto Buzio            |
| Novara      | Partito Socialista Italiano                   | Luciano Panella          |
| Novara      | Partito Socialista Democratico Italiano       | Pierluigi Gallarini      |
| Novara      | Verdi Arcobaleno                              | Mario Miglio             |
| Novara      | Movimento Sociale Italiano - Destra Nazionale | Marco Zacchera           |
| Vercelli    | Partito Comunista Italiano                    | Silvana Bortolin         |
| Vercelli    | Democrazia Cristiana                          | Luigi Squillario         |
| Vercelli    | Partito Socialista Italiano                   | Nereo Croso              |